# Теплова ізоляція

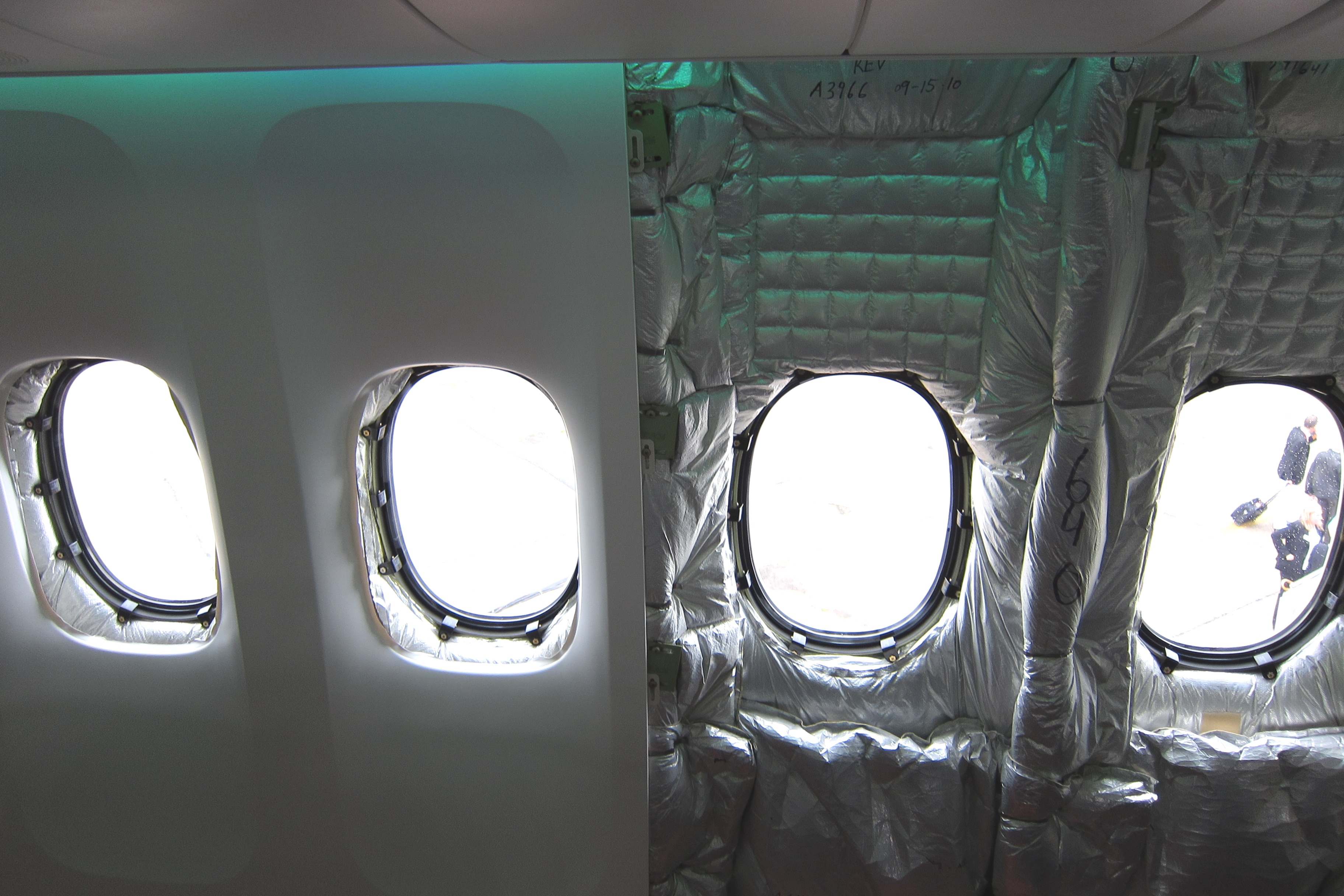
Теплоізоляція корпусу літака Boeing 747-8

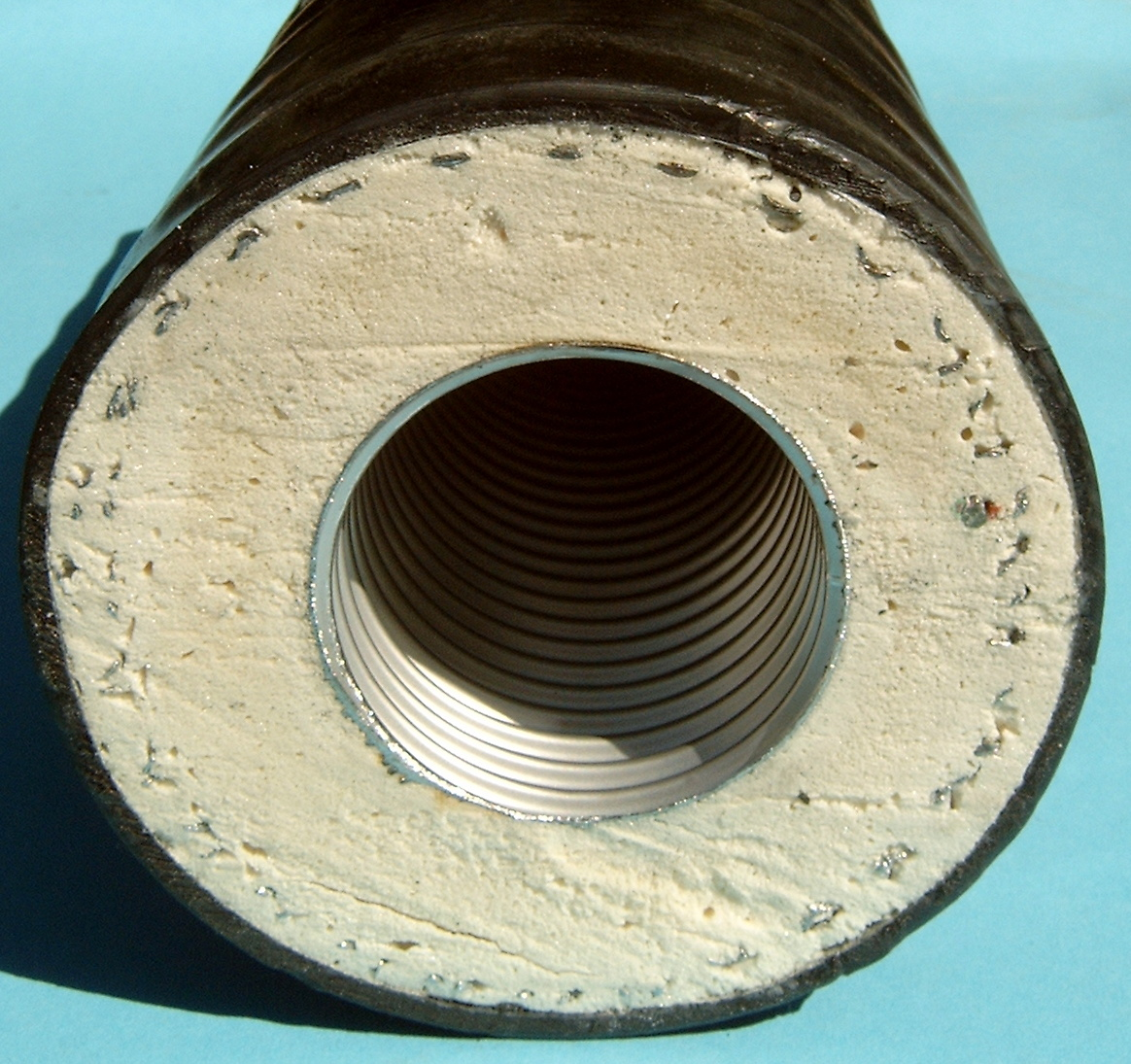
Теплоізоляція труб спіненими теплоізоляторами

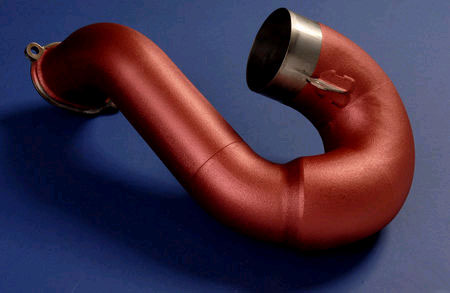
Теплоізоляційне керамічне покриття деталей вихлопної системи, отримане плазмовим напиленням

Теплова́ ізоля́ція (теплоізоля́ція) або термоізоля́ція (англ. thermal insulation) — захист будинків, теплових промислових установок, холодильних камер, трубопроводів та інших об'єктів від небажаного теплообміну з навколишнім середовищем. Також термін може означати матеріали (див. теплоізоляційні матеріали), які використовують для зменшення теплопередачі між двома середовищами або комплекс заходів по їх використанню.
Теплова ізоляція сприяє зниженню втрат тепла (або запобігає надходженню зайвого тепла) у будинках і спорудах, системах тепло- і холодопостачання, кондиціювання повітря, в теплових і холодильних (кріогенних) агрегатах та інших об'єктах, зменшенню товщини і маси огороджувальних конструкцій, дає змогу економити паливо та електроенергію, підвищувати ККД теплових агрегатів тощо.

## Методи теплової ізоляції
Забезпечується улаштуванням одно- або багатошарових огороджень (наприклад, оболонок, покриттів) з теплоізоляційних матеріалів, зокрема високопористих (якщо переважає теплопровідність при передачі тепла), повітронепроникних (в разі конвективного теплообміну) або таких, що відбивають теплове випромінювання (при променевому теплообміні).
Ефективність теплоізоляції при перенесенні тепла теплопровідністю визначається термічним опором (R) ізоляційної конструкції. Для одношарової конструкції R= d/λ, де d — товщина шару ізоляційного матеріалу; λ — його коефіцієнт теплопровідності.
Підвищення ефективності теплоізоляції досягається використанням високопористих матеріалів і створенням багатошарових конструкцій з повітряними прошарками.

## Теплоізоляція у будівництві
Докладніше: Будівельна ізоляція
Завдання теплоізоляції будівель — понизити втрати тепла в холодний період року і забезпечити відносну постійність температури в приміщеннях протягом доби при коливаннях температури зовнішнього повітря. Застосовуючи для теплоізоляції. ефективні теплоізоляційні матеріали, можна істотно зменшити товщину і понизити масу конструкцій, що захищають і таким чином скоротити витрату основних будівельних матеріалів (цегли, цементу, сталі тощо) і збільшити допустимі розміри збірних елементів.

## Промислова теплоізоляція
В теплових промислових установках (промислових печах, котлах, автоклавах тощо) теплоізоляція забезпечує економію палива, сприяє збільшенню потужності теплових агрегатів і підвищенню їх коефіцієнта корисної дії, сприяє інтенсифікації технологічних процесів та зниженню витрати основних матеріалів.
Економічну ефективність теплоізоляції в промисловості часто оцінюють коефіцієнтом збереження тепла
{\displaystyle h={\frac {Q_{1}-Q_{2}}{Q_{1}}},}
де Q1 — втрати тепла устаткуванням без теплоізоляції;
Q2 — втрати тепла за наявності теплоізоляції.
Теплоізоляція промислового устаткування, що працює при високих температурах, сприяє також створенню нормальних санітарно-гігієнічних умов праці обслуговувального персоналу в гарячих цехах і запобіганню виробничому травматизму. Велике значення має теплоізоляція в холодильній техніці, оскільки охолоджування холодильних агрегатів і машин пов'язане із значними енерговитратами.

## Теплоізоляція на транспорті
Теплоізоляція — необхідний елемент конструкції транспортних засобів (суден, літаків, залізничних вагонів тощо), в яких її роль визначається їх призначенням: для засобів пасажирського транспорту — вимогою підтримки комфортних мікрокліматичних умов в салонах; для вантажного (наприклад, суден, вагонів-рефрижераторів чи вантажних автомобілів для перевезення швидкопсувних продуктів) — забезпечення заданої температури при мінімальних енергетичних витратах. До ефективності теплоізоляції на транспорті ставляться підвищені вимоги і через обмеження маси й об'єму теплоізоляційних конструкцій транспортних засобів.

## Ізоляція труб
У тому випадку, якщо по трубопроводу переміщається середовище з високою температурою, необхідна його ізоляція, щоб уникнути втрати тепла. У разі переміщення по трубопроводу середовища з низькою температурою ізоляцію застосовують для запобігання його нагріванню зовнішнім середовищем. Ізоляція у таких випадках здійснюється за допомогою спеціальних ізоляційних матеріалів, що розміщуються навколо труб.
Як такі матеріали, як правило, використовують:
При низьких температурах до 100°C використовують пінопласти жорсткі, наприклад, полістирол або поліуретан.
При середніх температурах близько 600°C використовують фасонні оболонки або мінеральне волокно, наприклад, кам'яна вовна або скляна повсть.
При високих температурах у районі 1200°C – керамічне волокно, наприклад, глиноземне.
Труби, умовний прохід яких нижчий за DN 80, а товщина шару ізоляції менше 50 мм, як правило, ізолюються за допомогою ізоляційних фасонних елементів. Для цього дві оболонки кладуться навколо труби та скріплюються металевою стрічкою, а після цього закриваються бляшаним кожухом.
Трубопроводи, які мають умовний прохід більше за DN 80, повинні забезпечуватися теплоізоляцією з нижнім каркасом. Такий каркас складається з затискних кілець, розпірок, а також металевого облицювання, виготовленого з м'якої оцинкованої сталі або нержавіючої листової сталі. Між трубопроводом та металевим кожухом простір заповнюється ізоляційним матеріалом.
Товщина ізоляції розраховується шляхом визначення витрат на її виготовлення, а також збитків, що виникають через втрату тепла, та становить від 50 до 250 мм.
Теплоізоляція повинна наноситися по всій довжині трубопровідної системи, включаючи зони відводів та колін. Дуже важливо стежити, щоб не виникали незахищені місця, які можуть стати причиною теплових втрат. Фланцеві з'єднання та арматура повинні забезпечуватись фасонними ізоляційними елементами (рис. 1.10). Це забезпечує безперешкодний доступ до місця з'єднання без необхідності знімати ізоляційний матеріал з усієї трубопровідної системи, якщо сталося порушення герметичності.
У тому випадку, якщо ізоляція трубопровідної системи обрана правильно, вирішується безліч завдань, таких як:
1. Уникнення сильного падіння температури в середовищі і, як наслідок, економія енергії.
2. Запобігання падінню температури в газопровідних системах нижче точки роси. Таким чином, вдається виключити утворення конденсату, який може призвести до значних корозійних руйнувань.
3. Уникнення виділення конденсату у парових трубопроводах.